# Willem Veusels

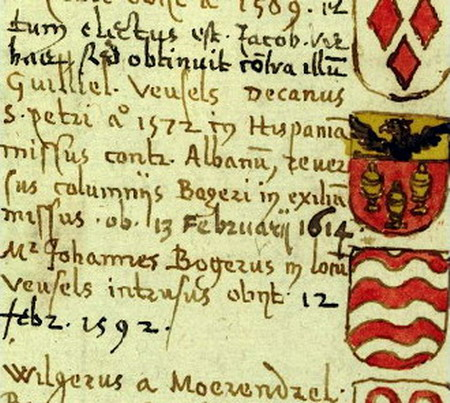
Handschrift Aernout van Buchel met wapenschilden Willem Veusels en Jan Bogers. Let op het woord 'intrusus' (indringer).

Willem Veusels of Vuesels (ca. 1540, Brussel? - 1614, Brussel?) was een vooraanstaand geestelijke, diplomaat en jurist in de Habsburgse Nederlanden. Hij gaf leiding aan een aantal belangrijke kapittelkerken, was diplomaat in dienst van de  Staten van Utrecht en lid van de  Grote Raad van Mechelen.

## Levensloop
De levensgeschiedenis van Willem Veusels is slechts fragmentarisch bekend. Hij werd waarschijnlijk in Brussel geboren. Willem was de zoon van Filip Veusels en Emerentiana van Sterck. Zijn vader was schepen geweest in Antwerpen en later lid van de Raad van Brabant in Brussel. Rond 1579 was Filip Veusels diplomaat voor de Staten van Brabant bij Alexander Farnese, de latere hertog van Parma.  Ene Godevaert Vuesels, kanunnik en scholaster (hoofd van de kapittelschool) te Antwerpen en wellicht een broer of oom van Willem, moest in 1579 Antwerpen verlaten, toen daar de protestanten het voor het zeggen kregen. In maart 1584 legde het stadsbestuur van Antwerpen beslag op goederen van de kinderen van wijlen Filip Veusels ter voldoening van schulden.

### Deken in Utrecht
In 1557 wordt Willem Veusels in de kroniek van  Aernout van Buchel genoemd als questor (penningmeester) van het Utrechtse Sint-Pieterkapittel. In 1570 werd hij benoemd tot deken van het kapittel, hoewel de kanunniken zelf voor een ander hadden gekozen. Van Aernout van Buchel weten we dat in 1580 ene Jan Bogers een (valse?) aanklacht indiende tegen deken Willem Veusels. Deze zou sympathie met de Geuzen hebben. Veusels werd vervolgens verbannen en Bogers kon zijn plaats innemen. In 1582 is hij kanunnik te Emmerik, waar hij tegenwerking ondervindt van Willem IV van den Bergh, stadhouder van Gelre, die hem tracht uit te wijzen. Veusels krijgt echter steun van hertog Willem V van Kleef. In 1609 wordt hij weer kanunnik van Sint Pieter genoemd.

### Diplomaat in Madrid
In 1572 werd Veusels namens de Staten van Utrecht naar Spanje gezonden om daar zijn beklag te doen over zekere strafmaatregelen die de hertog van Alva had afgekondigd tegen de Staten. Veusels moest in Madrid blijkbaar enkele jaren op antwoord wachten, want begin 1575 was hij er nog steeds - hij zou zelfs enig aanzien aan het hof hebben gekregen - toen Dirk van Hille, die door de Staten van Brabant om dezelfde reden naar Spanje was gestuurd, daar overleed. Tussen 13 januari en 1 mei 1575 schreef Veusels een reeks brieven aan de Staten van Brabant, waarin hij beschreef hoe hij Van Hille in zijn laatste momenten had bijgestaan en waarin hij diens nalatenschap regelt. Of Veusels' missie uiteindelijk succesvol was, valt te betwijfelen. In het Utrechts Archief bevindt zich een onkostendeclaratie van Veusels uit 1576 over zijn reizen in de jaren 1570-76 in dienst van de Staten van Utrecht naar Duitsland, Rome en Spanje.

### Rechter in Mechelen
Over Veusels' activiteiten tussen 1582 en 1593 is weinig bekend. In 1593 werd hij gekozen als geestelijk lid van de Grote Raad van Mechelen, als opvolger van zijn broer Godfried. Deze functie behield hij waarschijnlijk tot 1611, toen Jacobus Boonen hem opvolgde. Uit het feit dat hij lid kon worden van het hoogste rechtscollege in de Nederlanden, valt af te leiden dat hij een gedegen juridische opleiding had genoten.

### Proost in Maastricht
Op 16 mei 1597 werd hij door Filips II benoemd tot proost van het Sint-Servaaskapittel in Maastricht. In die hoedanigheid was hij tevens heer van Tweebergen en Mechelen-aan-de-Maas, behorende tot de elf banken van Sint-Servaas. Op 17 augustus hield hij zijn Blijde Intrede te Maastricht. Met de deken en kanunniken van Sint-Servaas had hij jarenlang slepende juridische conflicten. Omstreeks 1605 werd hij namens bisschop Ernst van Beieren van Luik aangeklaagd bij de paus in Rome wegens verachting van het Luikse gezag. De uitkomst van het proces is niet bekend. In 1606 moest het kapittel hem verzoeken in Maastricht te komen resideren, wat blijkbaar geen effect had, want een jaar later richtte het kapittel zich met hetzelfde verzoek tot Filips II. Uit 1609 dateert een akte van overeenkomst tussen het kapittel van Sint-Pieter te Utrecht en Willem Veusels, kanunnik van Sint-Pieter, inzake een geschil over achterstallige prebendale uitkeringen, waarbij bepaald werd dat Willem Vuesels 2.500 Karolusguldens zou ontvangen en hij tevens beloofde behulpzaam te zijn bij het terughalen van eertijds door hem naar Emmerik vervoerde ornamenten uit de Sint-Pieterskerk, die zich op dat moment te Keulen bevonden.
Willem Veusels overleed op 23 februari 1614 en werd te Brussel begraven in de Dominicanenkerk.